# Carlos Capelán
Carlos Capelán (Montevideo, 1948) es un artista visual y curador uruguayo y sueco.
Nació en 1948 en Montevideo, su infancia y adolescencia las vivió entre Montevideo y Piriápolis. En 1965 instaló su taller de pintura en Montevideo y en 1968 comenzó a viajar por América del Sur. En 1970, de nuevo en Montevideo, instala un taller de tejido junto con Ivonne Charlín, el taller es allanado cinco veces por la policía y el ejército. En 1972 se traslada a la isla de Chiloé donde trabaja como técnico textil en cooperativas campesinas. Es detenido y desaparecido durante el golpe militar. Como consecuencia acaba exilado en Suecia y se radica en la ciudad de Lund, donde mantiene un estudio desde entonces.
En 1978 realiza su primera exposición individual y comienza a estudiar en la Escuela de Grabado Forum en Malmö. Entre 1980 y 1981 reside en México donde dicta clases en el taller del artista uruguayo también exiliado Anhelo Hernández. Luego, en 1981 abre su propio estudio de grabado junto con Carl Gustafsson y Stefan Sjöberg.
En 1983 se radica en Estocolmo, realiza numerosas exposiciones en diversos países. En 1986 recibe uno de los premios de la III Bienal de La Habana, lugar al que regresa en 1989 para dar seminarios y charlas en la Escuela Superior de las artes (ISA).
En 1995 obtiene la Beca Guggenheim. Fue co-curador del envío uruguayo a la Bienal de Venecia en 2013, se traslada a Costa Rica y se establece en el Cantón de Moravia hasta 2001. Entre 2000 y 2006 fue profesor de la Academia de Arte de Bergen en Noruega. En 2007 fue artista en residencia en la Universidad Técnica de Auckland, Nueva Zelanda. En 2014 recibió el Premio Figari en reconocimiento a su trayectoria.
Su propuesta artística ha sido denominada como post-conceptual, trabaja con estructuras de ideas donde la diversidad matérica y formal de sus propuestas, opera desde el lenguaje de la representación y alude a asuntos de su propia identidad como artista así como de la obra misma. Su lenguaje incluye dibujo, grabado, pintura, fotografía, instalación y realiza adaptaciones específicas de acuerdo al lugar donde se está. exhibiendo con la intención de que su mensaje sortee las interferencias locales y llegue intacto al espectador.

## Exposiciones
- Galería Leger, Malmö, Suecia (1979)
- Universidad Central, Caracas, Venezuela (1979)
- L’Espace Latinoaméricain, París, Francia (1988)
- One Twentieigth Gallery, Nueva York (1990)
- Museo de Arte Contemporáneo, Chicago (1995)
- Bienal del Mercosur (1997 y 2003)
- Bienal de San Pablo (1998)
- Museo Nacional de Artes Visuales (2005)
- Bienal de Curitiba (2009)
- Museo Nacional de Artes Visuales (2011)
- Cabildo de Montevideo (2016)